# Myrmechis urceolata
Myrmechis urceolata är en orkidéart som beskrevs av Tang och Kai Yung Lang. Myrmechis urceolata ingår i släktet Myrmechis och familjen orkidéer. Inga underarter finns listade i Catalogue of Life.